# Trichotithonus venezuelensis
Trichotithonus venezuelensis är en skalbaggsart som beskrevs av Monné 1990. Trichotithonus venezuelensis ingår i släktet Trichotithonus och familjen långhorningar.
Artens utbredningsområde är Venezuela. Inga underarter finns listade i Catalogue of Life.